# Sishuang Liedao
Sishuang Liedao är öar i Kina. De ligger i provinsen Fujian, i den sydöstra delen av landet, omkring 120 kilometer nordost om provinshuvudstaden Fuzhou.
Genomsnittlig årsnederbörd är 1 950 millimeter. Den regnigaste månaden är juni, med i genomsnitt 274 mm nederbörd, och den torraste är oktober, med 71 mm nederbörd.